# Stapelia villetiae
Stapelia villetiae är en oleanderväxtart som beskrevs av Lückh.. Stapelia villetiae ingår i släktet Stapelia och familjen oleanderväxter. Inga underarter finns listade i Catalogue of Life.